# Гутянко Георгій Наумович
Гутянко Георгій (Ягор) Наумович — ветеран війни, учасник бойових дій . Народився 07.08.1912 року на хуторі Каплиця Глухівського району Сумської області, за старим поділом. Помер 21.01.1984 року у селі Землянка Глухівського району Сумської області.

## Сім'я
Народився у сім'ї селянина. Його батько працював візником у місцевих поміщиків на хуторі Воздвиженськ Шосткинського району (раніше Глухівського). Майже всі його брати служили у Радянській Армії. У сім'ї було 7 дітей, Мотря 1897 р.н., Катерина 1900-15.10.1901,Семен 1900-21.03.1901, Юліан 20.06.1902-01.04.1903, Лаврентій 08.08.1904-?, Іван 1906-1942, Микола 06.12.1916-1999, Степан 27.07.1914-13.11.1941.
Його брата Степана, лейтенанта було розстріляно 1941 року за сфабрикованою справою, у дезертирстві. Інший брат - Микола, літун, учасник Другої світової війни, ветеран війни, капітан технічних служб.

## Життєпис
Брав участь у Другій світовій війні солдатом у 148 окремій роті зв'язку 193 стрілецької дивізії. Мав сина Олександра та Василя. Був нагороджений медаллю «За відвагу» та Орденом Червоної Зірки.